# 나창헌 (1901년)
나창헌(1901년 3월 17일~?)은 대한민국의 정치인이다. 제3대 국회의원을 지냈다.

## 역대 선거 결과
|  | 38.15% |

|  | 14.89% |

|  | 7.20% |